# Distrito de Inabe
El distrito de Inabe (員弁郡 Inabe-gun?) es un distrito localizado en la prefectura de Mie, Japón. En junio de 2019 tenía una población de 25.533 habitantes y una densidad de población de 1.126 personas por km². Su área total es de 22,68 km².

## Pueblos y villas
- Tōin

- Datos: Q1131499